# NGC 3357
NGC 3357 (również PGC 32032, UGC 5206 lub UGC 5854A) – galaktyka eliptyczna (E), znajdująca się w gwiazdozbiorze Lwa. Odkrył ją Albert Marth 5 kwietnia 1864 roku.